# 科夫拉迪亞
科夫拉迪亞是洪都拉斯的城市，位於該國西北部，距離聖佩德羅蘇拉24公里，海拔高度160米，每年平均降雨量約1,300至1,400毫米，2001年人口34,662。
14°00′N 87°06′W / 14.000°N 87.100°W